# فيليبي سميث
فيليبي سميث (بالإنجليزية: Felipe Smith)‏ هو فنان قصص مصورة أمريكي، ولد في 1978 في آكرون في الولايات المتحدة.

## روابط خارجية
- فيليبي سميث على موقع IMDb (الإنجليزية)